# Monilinia laxa
La Monilinia laxa o Sclerotinia cinerea, o  anche Sclerotinia laxa , è un fungo parassita che attacca le piante da frutto, Drupacee e Pomacee. A differenza della Monilinia fructigena, colpisce tutti gli organi della pianta: rami, foglie, fiori e frutti. La forma conidica è la Monilia cinerea o Monilia laxa.

## Sintomi
- Rami: formazione di cancri rameali con fuoriuscita di abbondante essudato gommoso;
- Foglie: macchie rossastre su entrambi i lembi, tendenti al disseccamento con formazione di muffa cinerea sul lembo superiore;
- Fiori: vengono colpiti a fioritura avanzata: l'attacco provoca l'imbrunimento e poi il disseccamento;
- Frutti: comparsa di cuscinetti conidici circolari di colore giallastro.

## Lotta
- Chimica - attuata con trattamenti invernali e primaverili a base di fitofarmaci;
- Biologica - ottenuta mediante asportazione, con la potatura, dei rametti disseccati, o recanti i cancri rameali e loro interramento o bruciatura.